# Budhagupta
Budhagupta, död 495, var en indisk monark. Han var regerande monark av Guptariket mellan 476 och 495.